# Olympische Sommerspiele 1936/Teilnehmer (Finnland)
| Gelbes Symbol für Goldmedaillen mit stilisierten Olympischen Ringen | Graues Symbol für Silbermedaillen mit stilisierten Olympischen Ringen | Braundes Symbol für Bronzemedaillen mit stilisierten Olympischen Ringen |
| ------------------------------------------------------------------- | --------------------------------------------------------------------- | ----------------------------------------------------------------------- |
| 7                                                                   | 6                                                                     | 6                                                                       |

Finnland nahm an den Olympischen Sommerspielen 1936 in Berlin mit einer Delegation von 107 Athleten teil. In 19 Disziplinen waren die Athleten erfolgreich.

## Medaillengewinner

### Gold
- Gunnar Höckert (5000 m)
- Ilmari Salminen (10.000 m)
- Volmari Iso-Hollo (3000 m Hindernis)
- Kustaa Pihlajamäki (Freistilringen 61 kg)
- Lauri Koskela (griechisch-römisches Ringen 66 kg)
- Sten Suvio (Boxen Weltergewicht 66,6 kg)
- Ale Saarvala (Turnen – Reck)

### Silver
- Lauri Lehtinen (5000 m)
- Arvo Askola (10.000 m)
- Kaarlo Tuominen (3000 m Hindernislauf)
- Sulo Bärlund (Kugelstoßen)
- Yrjö Nikkanen (Speerwurf)
- Aarne Reini (griechisch-römisches Ringen 61 kg)

### Bronze
- Volmari Iso-Hollo (10.000 m)
- Kalervo Toivonen (Speerwurf)
- Hermanni Pihlajamäki (Freistilringen 66 kg)
- Hjalmar Nyström (Freistilringen über 87 kg)
- Eino Virtanen (griechisch-römisches Ringen 72 kg)
- Martti Uosikkinen, Heikki Savolainen, Mauri Noroma, Ale Saarvala, Esa Seeste, Ilmari Pakarinen, Einari Teräsvirta, Eino Tukiainen (Turnen – Mannschaftswertung)

## Teilnehmerliste

### Boxen
| Athlet           | Gewicht | Platz                         |
| ---------------- | ------- | ----------------------------- |
| Erkki Savolainen | 50,8 kg | ausgeschieden in der 1. Runde |
| Veikko Huuskonen | 53,5 kg | ausgeschieden in der 1. Runde |
| Åke Karlsson     | 57,2 kg | ausgeschieden in der 2. Runde |
| Sten Suvio       | 66,7 kg | Gold                          |
| Bruno Ahlberg    | 72,6 kg | ausgeschieden in der 2. Runde |
| Hannes Koivunen  | 79,4 kg | 5.–8.                         |

### Fußball
| Spieler | Disziplin | Platz |
| --- | --------- | ----- |
| Arvo Närvänen Eino Lahti Aatos Lehtonen Erkki Gustafsson Ernst Grönlund Frans Karjagin Jarl Malmgren (c) Kurt Weckström Paavo Salminen Pentti Larvo William Kanerva Trainer: Ferdinand Fabra | Männer    | 9.    |

### Kanu
| Athlet           | Disziplin                       | Platz |
| ---------------- | ------------------------------- | ----- |
| Birger Johansson | Einer-Kajak 1000 m              | 7.    |
| Evert Johansson  | Einer-Kajak 10.000 m            | 5.    |
| Frans Nordberg   | Einer-Kajak (Faltboot) 10.000 m | 7.    |

### Kunstwettbewerbe
| Künstler       | Disziplin     | Werk             | Platz |
| -------------- | ------------- | ---------------- | ----- |
| Urho Karhumäki | Epische Werke | Im freien Wasser | Gold  |

### Leichtathletik
| Athlet            | Disziplin         | Wertung       | Platz                |
| ----------------- | ----------------- | ------------- | -------------------- |
| Toivo Ahjopalo    | 100 m             | ?             | ausgeschieden        |
| Toivo Ahjopalo    | 4 × 100 m Staffel | 42,0          | ausgeschieden        |
| Arvo Askola       | 10.000 m          | 30:15,6       | Silber               |
| Sulo Bärlund      | Kugelstoßen       | 16,12 m       | Silber               |
| Rauni Essman      | 100 m             | ?             | ausgeschieden        |
| Rauni Essman      | 4 × 100 m Staffel | 49,5          | ausgeschieden        |
| Ebba From         | 100 m             | ?             | ausgeschieden        |
| Ebba From         | 4 × 100 m Staffel | 49,5          | ausgeschieden        |
| Niilo Hartikka    | 1500 m            | 3:59,0        | ausgeschieden        |
| Raili Halttu      | 200 m             | ?             | ausgeschieden        |
| Raili Halttu      | 4 × 100 m Staffel | 49,5          | ausgeschieden        |
| Sulo Heino        | Hammerwurf        | 49,93 m       | 10.                  |
| Gunnar Höckert    | 5000 m            | 14:22,2 OR    | Gold                 |
| Volmari Iso-Hollo | 3000 m Hindernis  | 9:03,8 OR     | Gold                 |
| Volmari Iso-Hollo | 10.000 m          | 30:20,2       | Bronze               |
| Akilles Järvinen  | Zehnkampf         | –             | ausgeschieden        |
| Matti Järvinen    | Speerwurf         | 69,18 m       | 5.                   |
| Lauri Kalima      | Hochsprung        | 1,94 m        | 6.                   |
| Kalevi Kotkas     | Hochsprung        | 2,00 m        | 4.                   |
| Kalevi Kotkas     | Diskuswurf        | ?             | ausgeschieden        |
| Gustaf Koutonen   | Hammerwurf        | 51,90 m       | 4.                   |
| Risto Kuntsi      | Kugelstoßen       | 14,61 m       | 13.                  |
| Lauri Lehtinen    | 5000 m            | 14:25,8       | Silber               |
| Irja Lipasti      | Speerwurf         | 33,69 m       | 10.                  |
| Irja Lipasti      | Hochsprung        | 1,30 m        | 17.                  |
| Irja Lipasti      | 4 × 100 m Staffel | 49,5          | ausgeschieden        |
| Martti Matilainen | 3000 m Hindernis  | 9:09,0        | 4.                   |
| Martti Matilainen | 1500 m            | –             | ausgeschieden        |
| Väinö Muinonen    | Marathon          | 2:33:46,0     | 5.                   |
| Yrjö Nikkanen     | Speerwurf         | 70,77 m       | Silber               |
| Veikko Peräsalo   | Hochsprung        | 1,85 m        | 12.                  |
| Ville Pörhölä     | Hammerwurf        | 49,89 m       | 11.                  |
| Onni Rajasaari    | Dreisprung        | 14,59         | 13.                  |
| Onni Rajasaari    | Dreisprung        | ?             | ausgeschieden        |
| Aulis Reinikka    | Zehnkampf         | 6755          | 11.                  |
| Aulis Reinikka    | Stabhochsprung    | 3,70 m        | 26.                  |
| Ilmari Salminen   | 10.000 m          | 30:15,4       | Gold                 |
| Ilmari Salminen   | 5000 m            | 14:39,8       | 6.                   |
| Toivo Sariola     | 100 m             | ?             | karsiutui alkuerissä |
| Toivo Sariola     | 4 × 100 m Staffel | 42,0          | ausgeschieden        |
| Börje Strandvall  | 200 m             | e 22,6        | ausgeschieden        |
| Börje Strandvall  | 400 m             | 49,9 (e 49,3) | ausgeschieden        |
| Olavi Suomela     | Dreisprung        | 14,72         | 9.                   |
| Erkki Tamila      | Marathon          | 2:32:45,0     | 4.                   |
| Aki Tammisto      | 200 m             | 22,07w        | ausgeschieden        |
| Aki Tammisto      | 4 × 100 m Staffel | 42,0          | ausgeschieden        |
| Mauno Tarkiainen  | Marathon          | 2:39:33,0     | 9.                   |
| Ossi Teileri      | 1500 m            | 3:55,6        | karsiutui            |
| Kalervo Toivonen  | Speerwurf         | 70,72 m       | Bronze               |
| Martti Tolamo     | Weitsprung        | ?             | ausgeschieden        |
| Martti Tolamo     | Zehnkampf         | –             | ausgeschieden        |
| Kaarlo Tuominen   | 3000 m Hindernis  | 9:06,8        | Silber               |
| Palle Virtanen    | 100 m             | 10,9          | ausgeschieden        |
| Palle Virtanen    | 4 × 100 m Staffel | 42,0          | ausgeschieden        |

### Moderner Fünfkampf
| Teilnehmer     | Punkte | Rang |
| -------------- | ------ | ---- |
| Lauri Kettunen | 92,0   | 14.  |
| Aaro Kiviperä  | 108,0  | 20.  |
| Ukko Hietala   | 110,5  | 23.  |

### Radsport
| Athlet         | Disziplin         | Platz         |
| -------------- | ----------------- | ------------- |
| Tauno Lindgren | Straßenrennen     | ausgeschieden |
| Thor Porko     | Straßenrennen     | 16.           |
| Thor Porko     | 1000 m Zeitfahren | 18.           |

### Reiten
| Athlet         | Disziplin      | Platz         |
| -------------- | -------------- | ------------- |
| Werner Walldén | Dressur        | 44.           |
| Werner Walldén | Vielseitigkeit | ausgeschieden |

### Ringen

#### Griechisch-römisches Ringen
| Athlet            | Gewicht    | Platz              |
| ----------------- | ---------- | ------------------ |
| Väinö Perttunen   | 56 kg      | 4.                 |
| Aarne Reini       | 61 kg      | Silber             |
| Lauri Koskela     | 66 kg      | Gold               |
| Eino Virtanen     | 72 kg      | Bronze             |
| Väinö Kokkinen    | 79 kg      | 4.                 |
| Edvard Westerlund | 87 kg      | ausgeschieden: 3:6 |
| Hjalmar Nyström   | über 87 kg | 5.                 |

#### Freistil
| Athlet               | Gewicht    | Platz             |
| -------------------- | ---------- | ----------------- |
| Aatos Jaskari        | 56 kg      | 5.                |
| Kustaa Pihlajamäki   | 61 kg      | Gold              |
| Hermanni Pihlajamäki | 66 kg      | Bronze            |
| Jaakko Pietilä       | 72 kg      | 3:6               |
| Kyösti Luukko        | 79 kg      | 6.                |
| Matti Lahti          | 87 kg      | ausgeschieden 2:5 |
| Hjalmar Nyström      | über 87 kg | Bronze            |

### Schießen
| Name              | Disziplin                  | Punkte | Rang |
| ----------------- | -------------------------- | ------ | ---- |
| Sulo Cederström   | Schnellfeuerpistole        | 21     | 26.  |
| Olavi Elo         | Kleinkaliber liegend, 50 m | 293    | 15.  |
| Vilho Elo         | Schnellfeuerpistole        | 23     | 21.  |
| Bruno Frietsch    | Kleinkaliber liegend, 50 m | 295    | 8.   |
| Viljo Leskinen    | Kleinkaliber liegend, 50 m | 293    | 15.  |
| Aatto Nuora       | Präzisionspistolenschießen | 532    | 8.   |
| Jaakko Rintanen   | Schnellfeuerpistole        | 32     | 13.  |
| Jaakko Rintanen   | Präzisionspistolenschießen | 520    | 15.  |
| Tapio Wartiovaara | Präzisionspistolenschießen | 537    | 5.   |

### Segeln
| Athlet                                                                                     | Disziplin      | Platz |
| ------------------------------------------------------------------------------------------ | -------------- | ----- |
| René Nyman                                                                                 | O-Jolle        | 10.   |
| Curt Mattson Holger Sumelius Lars-Gunnar Winqvist Ragnar Stenbäck Yngve Pacius             | 6-Meter-Klasse | 7.    |
| Gunnar Grönblom Hilding Silander Olof Wallin Oscar Sumelius Sven Grönblom Walter Kjellberg | 8-Meter-Klasse | 5.    |

### Schwimmen
| Athlet             | Disziplin      | Rang                              |
| ------------------ | -------------- | --------------------------------- |
| Heikki Hietanen    | 100 m Freistil | Im Halbfinale ausgeschieden, 5.   |
| Heikki Hietanen    | 400 m Freistil | In der ersten Runde ausgeschieden |
| Anja Lappalainen   | 200 m Rücken   | In der ersten Runde ausgeschieden |
| Ilmari Niemeläinen | Kunstspringen  | 13.                               |
| Ilmari Niemeläinen | Turmspringen   | 14.                               |

### Turnen
| Athlet            | Disziplin            | Rang   |
| ----------------- | -------------------- | ------ |
| Mauri Noroma      | Mannschaftsmehrkampf | Bronze |
| Mauri Noroma      | Reck                 | 15.    |
| Mauri Noroma      | Einzelmehrkampf      | 16.    |
| Mauri Noroma      | Barren               | 17.    |
| Mauri Noroma      | Ringe                | 17.    |
| Mauri Noroma      | Seitpferd            | 21.    |
| Mauri Noroma      | Pferdsprung          | 31.    |
| Mauri Noroma      | Bodenturnen          | 41.    |
| Ilmari Pakarinen  | Mannschaftsmehrkampf | Bronze |
| Ilmari Pakarinen  | Reck                 | 6.     |
| Ilmari Pakarinen  | Seitpferd            | 16.    |
| Ilmari Pakarinen  | Einzelmehrkampf      | 28.    |
| Ilmari Pakarinen  | Bodenturnen          | 37.    |
| Ilmari Pakarinen  | Ringe                | 45.    |
| Ilmari Pakarinen  | Pferdsprung          | 57.    |
| Ilmari Pakarinen  | Barren               | 67.    |
| Ale Saarvala      | Reck                 | Gold   |
| Ale Saarvala      | Mannschaftsmehrkampf | Bronze |
| Ale Saarvala      | Einzelmehrkampf      | 19.    |
| Ale Saarvala      | Barren               | 19.    |
| Ale Saarvala      | Ringe                | 23.    |
| Ale Saarvala      | Seitpferd            | 25.    |
| Ale Saarvala      | Bodenturnen          | 33.    |
| Ale Saarvala      | Pferdsprung          | 75.    |
| Heikki Savolainen | Mannschaftsmehrkampf | Bronze |
| Heikki Savolainen | Reck                 | 5.     |
| Heikki Savolainen | Barren               | 7.     |
| Heikki Savolainen | Ringe                | 8.     |
| Heikki Savolainen | Einzelmehrkampf      | 9.     |
| Heikki Savolainen | Bodenturnen          | 9.     |
| Heikki Savolainen | Seitpferd            | 36.    |
| Heikki Savolainen | Pferdsprung          | 38.    |
| Esa Seeste        | Mannschaftsmehrkampf | Bronze |
| Esa Seeste        | Bodenturnen          | 15.    |
| Esa Seeste        | Reck                 | 19.    |
| Esa Seeste        | Einzelmehrkampf      | 24.    |
| Esa Seeste        | Seitpferd            | 37.    |
| Esa Seeste        | Pferdsprung          | 37.    |
| Esa Seeste        | Ringe                | 40.    |
| Esa Seeste        | Barren               | 52.    |
| Einari Teräsvirta | Mannschaftsmehrkampf | Bronze |
| Einari Teräsvirta | Reck                 | 12.    |
| Einari Teräsvirta | Barren               | 27.    |
| Einari Teräsvirta | Bodenturnen          | 27.    |
| Einari Teräsvirta | Einzelmehrkampf      | 29.    |
| Einari Teräsvirta | Ringe                | 44.    |
| Einari Teräsvirta | Pferdsprung          | 48.    |
| Einari Teräsvirta | Seitpferd            | 53.    |
| Eino Tukiainen    | Mannschaftsmehrkampf | Bronze |
| Eino Tukiainen    | Reck                 | 26.    |
| Eino Tukiainen    | Ringe                | 27.    |
| Eino Tukiainen    | Seitpferd            | 33.    |
| Eino Tukiainen    | Einzelmehrkampf      | 33.    |
| Eino Tukiainen    | Barren               | 46.    |
| Eino Tukiainen    | Bodenturnen          | 51.    |
| Eino Tukiainen    | Pferdsprung          | 67.    |
| Martti Uosikkinen | Mannschaftsmehrkampf | Bronze |
| Martti Uosikkinen | Seitpferd            | 4.     |
| Martti Uosikkinen | Bodenturnen          | 5.     |
| Martti Uosikkinen | Pferdsprung          | 6.     |
| Martti Uosikkinen | Reck                 | 7.     |
| Martti Uosikkinen | Bodenturnen          | 8.     |
| Martti Uosikkinen | Barren               | 11.    |
| Martti Uosikkinen | Ringe                | 22.    |